# Рацдорф
Рацдорф (нем. Ratzdorf) — село в Германии, у германско-польской границы, у места впадения реки Нейсе (Ныса-Лужицка) в реку Одер (Одра), в 15 км к юго-востоку от Айзенхюттенштадта. Административно относится к коммуне Найсемюнде района Одер-Шпре в земле Бранденбург.
Частично затоплено во время Наводнения тысячелетия в июле 1997 года.